# 醇類似物

醇的結構

醇類似物是泛指任何有類似於醇類或羥基結構的有機化合物，例如硫醇、酚等。大部分的醇類似物都有類似的性質，例如易揮發和刺激性等性質。

## 酚

酚的結構

酚是一種具有羥基的芳香烴，不屬於醇類，但它依然屬於醇類似物。最常見的是石炭酸(苯酚)。

## 硫醇

硫醇的結構

硫醇是指醇的氧被硫取代或羥基的氧被硫取代成巰基的一種醇類似物。特別的是，
由於具又臭味，常被用於加入石油氣或天然氣等瓦斯內中的警覺劑，用以警示瓦斯泄漏。

## 硒醇

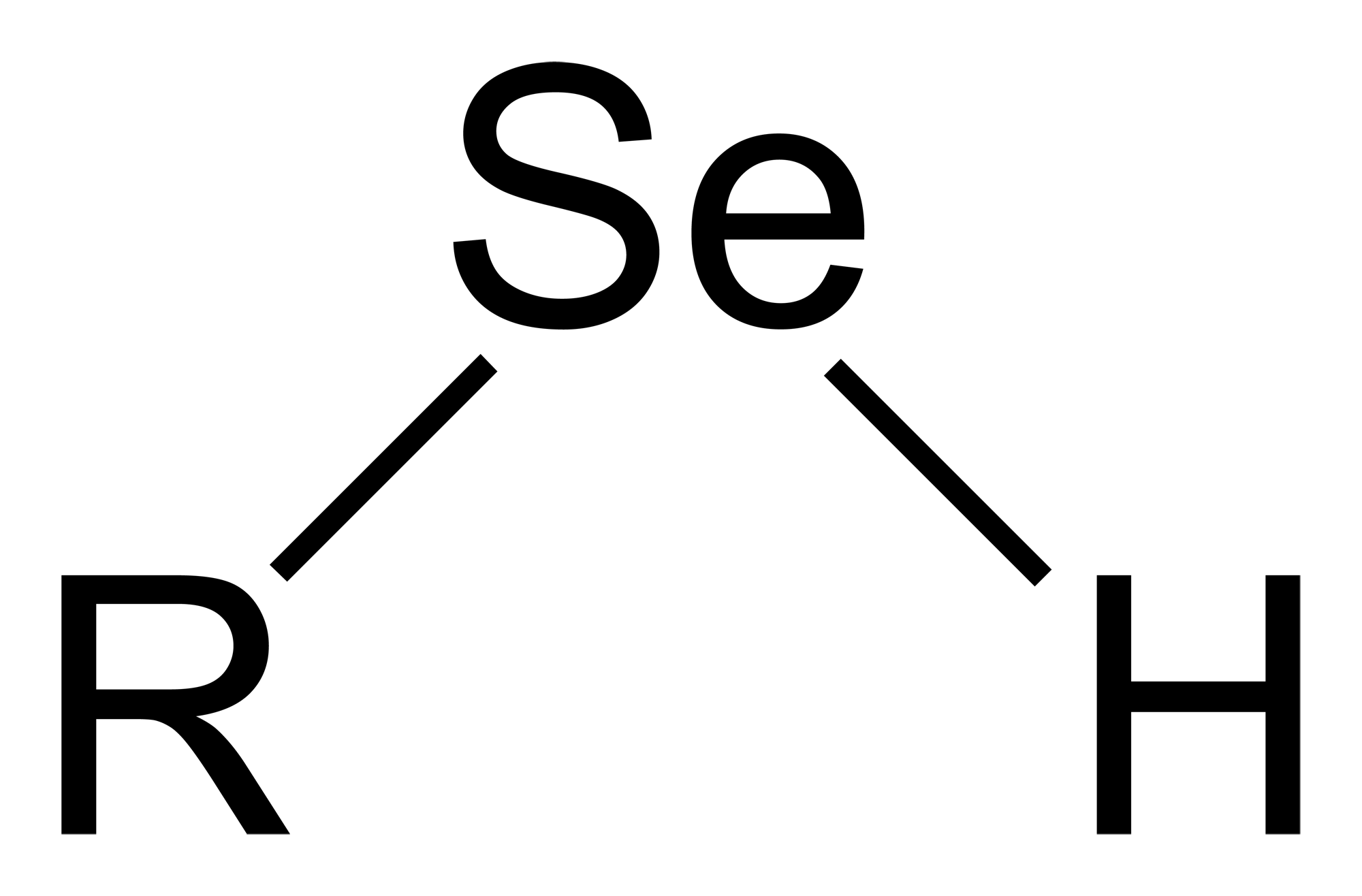
硒醇的結構

硫醇是指醇的氧被硒取代的一種醇類似物。最有名的是氨基酸硒半胱氨酸。

## 碲醇

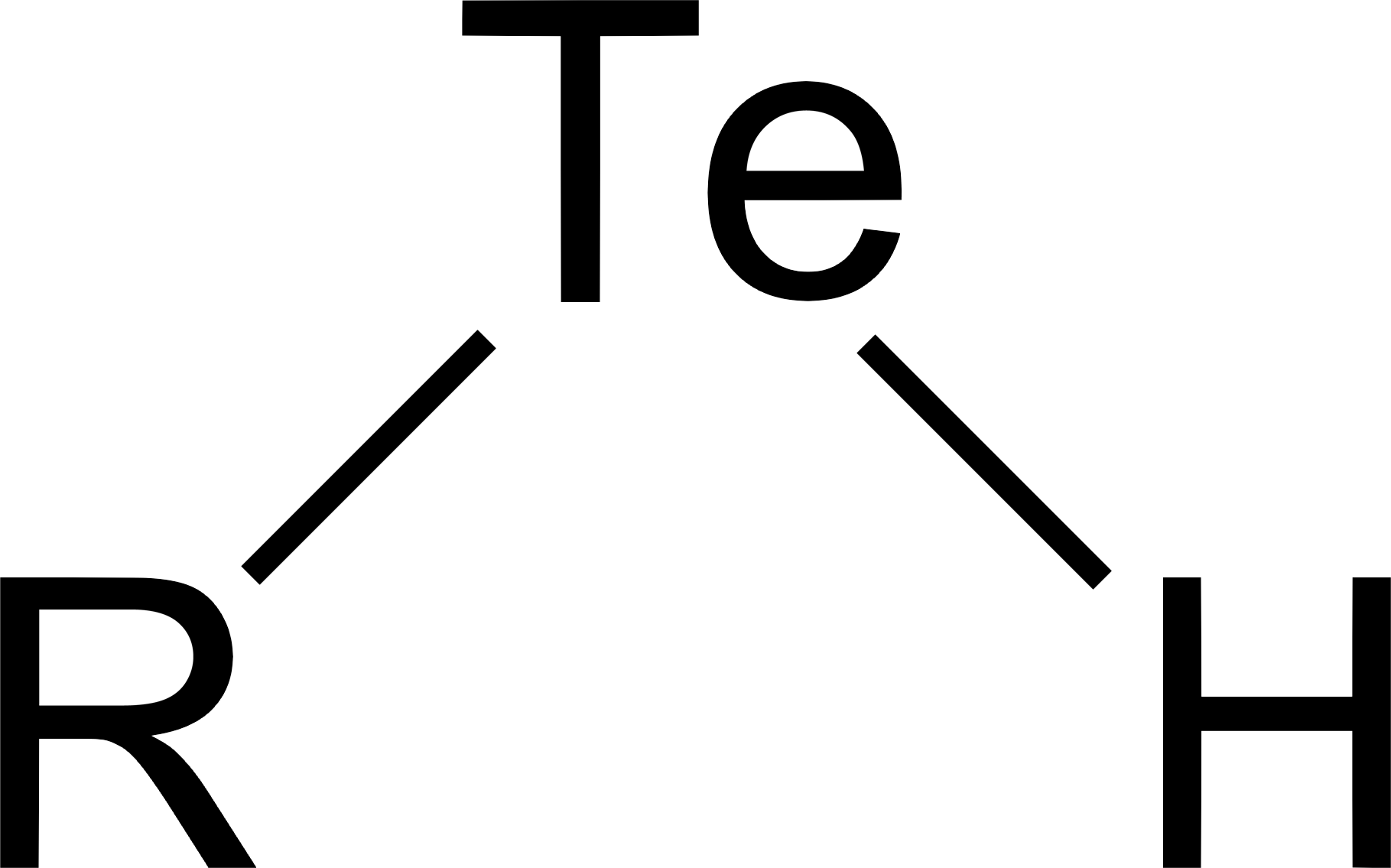
碲醇的結構

硫醇是指醇的氧被碲取代的一種醇類似物。

## 釙醇

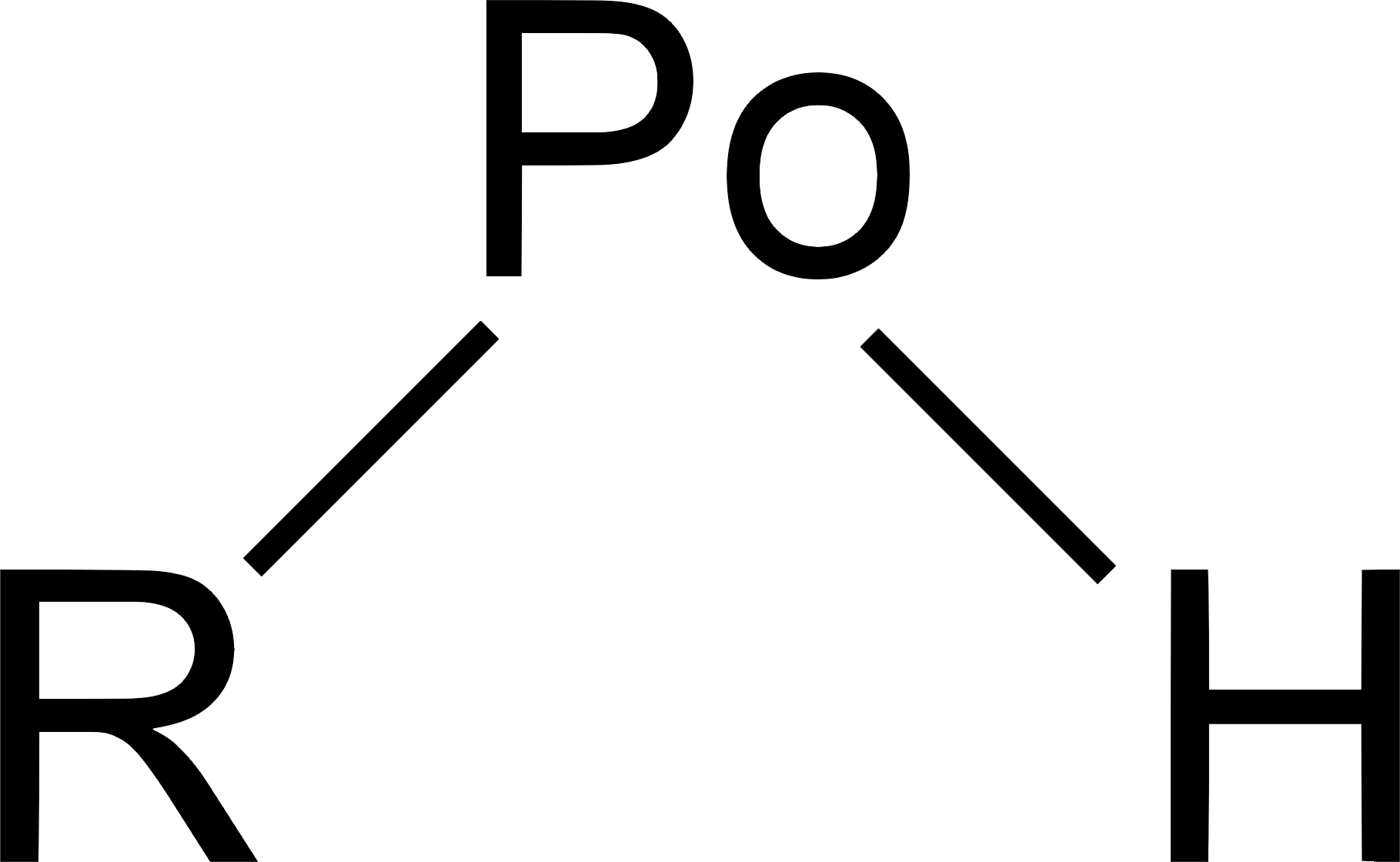
釙醇的結構

硫醇是指醇的氧被釙取代的一種醇類似物。雖然還沒有任何一種釙醇被制得，但仍可以推測其性質。 釙的原子核不稳定具放射性，且半衰期较短，使合成釙醇困难。

## 氰醇
氰醇（cyanoalcohol），即羟腈，有机化合物的一类，是醇的類似物之一，是醛或酮分子中羰基发生氰化氢加成反应生成的化合物。

## 系统命名
在英文的IUPAC系统当中，烷烃链去掉末尾的“e”，加入“ol”，如：“methanol”和“ethanol”，若是氧被取代類似物則將該元素字尾-ium去掉，加上“ol”再加入字尾，而不用去掉烷烃链末尾的“e”，如：“methaneselenol”，另外，
硫醇是例外，直接加入“thiol”即可，如：“methanethiol”。
其餘則與醇相同。